# Lars Lafton
Lars Lafton (Jevnaker, 1º marzo 1980) è un ex calciatore norvegese, di ruolo attaccante.

## Carriera

### Club
Lafton giocò nel Jevnaker, prima di passare al Nybergsund-Trysil. Dal 2005, si trasferì allo Hønefoss. Debuttò nell'Adeccoligaen il 10 aprile dello stesso anno, subentrando a Benny Olsen nel pareggio a reti inviolate contro il Follo. Il 5 maggio segnò la prima rete, che sancì il successo per 1-0 sullo Strømsgodset.
Nel campionato 2009, contribuì con 21 reti alla promozione della sua squadra nella Tippeligaen. Esordì nella massima divisione norvegese il 14 marzo 2010, sostituendo Aleksandr Dmitrijev nella sconfitta per 2-0 in casa del Tromsø. Il 29 agosto arrivò il primo gol in questo campionato, nel 3-1 inflitto allo Aalesund. Lo Hønefoss non riuscì però a raggiungere la salvezza.
Nonostante la retrocessione, Lafton rimase in squadra. Il 3 agosto 2011 tornò però allo Jevnaker.